# Arapaimidae
Arapaimidae são uma família de peixes de água doce osteoglossiformes conhecidos por ter línguas ósseas. Esta família inclui os géneros Arapaima do Amazonas e o Heterotis de África. As espécies desta família são por vezes consideradas pertencentes à família Osteoglossidae.
Um estudo genético mostrou que os Arapaimidae (Arapaima e Heterotis) divergiram dos Osteoglossidae há cerca de 220 milhões de anos, durante o Triássico tardio. Dentro dos osteoglósideos, a linhagem que deu lugar ao Osteoglossum sul-americano divergiu há cerca de 170 milhões de anos, durante Jurássico Médio.  O género asiático e australiano Scleropages separou-se há uns 140 milhões de anos, durante o Cretáceo inferior.